# Battaglia di Jasmund (1676)
La Battaglia di Jasmund del 1676 o battaglia di Bornholm del 1676 fu una battaglia navale combattuta tra le forze svedesi, numericamente superiori, e una piccola flotta dano-olandese che si svolse il 25 e 26 maggio 1676 come parte della guerra di Scania. L'obbiettivo di ambo le parti era la supremazia navale nel Baltico meridionale. Il comandante svedese Lorentz Creutz cercò di distruggere la flotta alleata e poi sbarcare dei rinforzi nella Pomerania svedese per assistere l'esercito svedese presente nella Germania settentrionale. L'intento della flotta danese capitanata dall'ammiraglio Niels Juel era di impedire lo sbarco dei rinforzi svedesi senza essere distrutta dagli svedesi.
I danesi, messisi in mare a marzo del 1676, riuscirono a conquistare l'isola svedese di Gotland prima che la flotta svedese potesse uscire dalla propria base a Stoccolma. Le due flotte si avvistarono reciprocamente la mattina del 25 maggio e per sera vennero a portata di tiro presso la penisola di Jasmund, al largo di Rügen. L'oscurità pose fine allo scontro poco dopo e i combattimenti ripresero la mattina del giorno successivo. Nel pomeriggio Juel prese la via per Øresund (lo stretto tra Svezia e Danimarca), dove la flotta alleata era ancorata al largo di Falsterborev (Falsterbo). Creutz proseguì non inseguire il nemico e ancorò a Trelleborg per ricevere istruzioni da re Carlo XI di Svezia.
Le forze svedesi persero nello scontro tre piccoli vascelli, mentre gli alleati ebbero in compenso la vittoria strategica. Le forze di Juel, per quanto battute, vennero rinforzate due giorni dopo con altre nove navi con a capo l'ammiraglio olandese Cornelis Tromp, che ottenne anche il comando delle operazioni. Il 1º giugno, qualche giorno dopo lo scontro di Jasmund, gli svedesi subirono infatti la pesante sconfitta nella battaglia di Öland e persero il controllo del Baltico per il resto dell'anno.

## Antefatto
Nell'estate del 1675, la Svezia aveva attaccato il Brandeburgo su richiesta della sua alleata, la Francia, all'epoca potenza dominante in Europa. Questo innescò la dichiarazione di guerra da parte della Repubblica delle Sette Province che era in guerra con la Francia dal 1672 con la guerra franco-olandese. Dopo una sconfitta minore contro le forze brandeburghesi alla battaglia di Fehrbellin il 18 giugno 1675, diversi stati tedeschi ed il Sacro Romano Impero entrarono in guerra con la Svezia. La Danimarca vide in questo l'opportunità di recuperare le province della Scania, di Blekinge e di Halland, perse a favore della Svezia in condizioni umilianti nel 1660, e dichiarò guerra il 2 settembre. Il Baltico meridionale era divenuto ora un'area strategicamente vitale da ambo le parti; la Danimarca abbisognava di spazio marittimo per invadere l'entroterra svedese, mentre la Svezia necessitava di rinforzare la propria presenza nel mare meridionale e di avere il passaggio garantito per il rifornimento di truppe nella Pomerania svedese, sul continente.
Nel 1675 la flotta svedese al comando dell'ammiraglio Gustaf Otto Stenbock si mise in mare, ma riuscì a giungere solo fino a Stora Karslö, al largo di Gotland, dovendo poi fare ritorno a Stoccolma per l'inverno, per i malesseri dei marinai e per la mancanza di rifornimenti ed equipaggiamento adeguati. Stenbock venne ritenuto responsabile personalmente del fallimento da re Carlo XI di Svezia e per questo costretto a rimborsare i costi della campagna militare di sua tasca. Durante l'inverno 1675-1676, la flotta svedese venne posta sotto il comando dell'ammiraglio Lorentz Creutz, ma il ghiaccio impedì ancora di svolgere operazioni marittime.

## Preludio

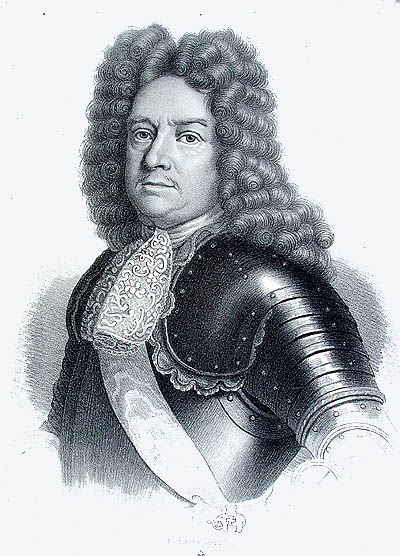
L'ammiraglio danese Niels Juel

All'inizio di aprile del 1676 una flotta danese composta da 13 vascell salpò e venne rinforzata da diverse altre navi, tra cui la svedese Caritas che venne catturata il 22 aprile. Le forze danesi sbarcarono sull'isola di Gotland e presero il controllo del porto di Klintehamn e delle fortificazioni di Visborg presso Visby.
La flotta svedese ottenne l'ordine di mettersi in mare il 4 maggio, ma dovette attendere per venti contrari sino al 19 maggio. Juel aveva in quel momento già lasciato Visby ed era salpato alla volta di Bornholm per unirsi ad altre forze dano-olandesi. La flotta svedese era composta da 17 grandi e 15 medie imbarcazioni, 8 mercantili armati, 11 vascelli piccoli e 8 navi incendiarie, divise in quattro squadroni: il primo era comandato dall'ammiraglio Lorentz Creutz a bordo della Kronan, il secondo dall'ammiraglio Claes Uggla a bordo della Svärdet, Johan Bär a bordo della Nyckeln e da Johan Bergenstjerna a bordo della Victoria. Bergenstjerna, ad ogni modo, morì dopo una breve malattia il 20 maggio e le navi del suo squadrone vennero divise tra gli altri comandanti. Secondo i registri ufficiali, la flotta disponeva di 2200 cannoni e circa 11 400 uomini, 8300 marinai e 3100 soldati.
Juel spostò la sua flotta dalla Scania sull'isola di Rügen per impedire alla marina svedese di sbarcare truppe sulla costa tedesca del nord. Questi era stato inoltre rinforzato da altre navi olandesi e danesi comandate dagli ammiragli Philip van Almonde e Jens Rodsten. Le due forze si avvistarono reciprocamente il 24 maggio ed entrarono in contatto il giorno successivo.

## La battaglia
Alle 6:00 di mattina del 25 maggio, le due flotte erano in vista e Creutz, sapendo di essere numericamente superiore, decise di attaccare per primo. Juel salpò dapprima a nordovest in direzione dell'Öresund, ma poi si rivolse a sud verso Jasmund, non lontano da Rügen. Le acque erano calme e le due flotte fecero ben pochi avanzamenti. Al calar della sera, la distanza tra le due flotte si era ridotta di molto e Juel decise di accettare lo scontro. La flotta svedese mostro difficoltà a mantenersi in formazione e durante le manovre la linea danese tentò di tagliare la linea di battaglia agli svedesi, catturando la nave incendiaria Didric mentre la Leoparden venne catturata per suo conto.
Attorno a mezzanotte erano ancora in contatto. Alle 7:00 del 26 maggio le forze svedesi attaccarono col secondo squadrone comandato dall'ammiraglio Uggla in testa. Secondo il capo cannoniere della Kronan, Anders Gyllenspak, uno degli ammiragli alleati, l'olandese Philip van Allemonde, si avvicinò troppo con la sua ammiraglia Delft e ricevette "alcuni colpi di artiglieria pesante" dalla Kronan "così che il rostro ne venne completamente divelto, e quindi l'intero fianco della nave e poi lo sterno ne vennero colpiti". I pesanti danni subiti costrinsero Allemonde a spostare la sua bandiera a bordo della Gideon ed a spostarsi dallo scontro.
Malgrado la superiorità numerica, gli svedesi non riuscirono ad avvantaggiarsi della situazione sul nemico, ma la battaglia assunse piuttosto l'aspetto di un duello a colpi d'artiglieria. Quando Juel si allontanò dallo scontro alle 16:00 le uniche navi che lo seguirono furono la Kronan, la Solen e la Draken e lo squadrone di Uggla, mentre il resto rimase indietro. Con meno della metà delle sue forze, Creutz non fu in grado di inseguire la flotta alleata che riuscì a fare ritorno a Falsterborev. Malgreado la propria superiorità, la flotta svedese non riuscì ad affondare alcuna nave nemica e anzi perse la Kung David.

## Conseguenze
Dopo lo scontro, la flotta svedese ancorò al largo di Trelleborg dove re Carlo attendeva le navi con l'ordine di riconquistare l'isola di Gotland. La flotta si rifiutò di combattere almeno sino a quando la flotta nemica non si fosse trovata in acque amiche. Quando la flotta svedese lasciò Trelleborg il 30 maggio, la flotta alleata stava già inseguendola. Il giorno successivo venne combattuta la battaglia di Öland, dove la flotta dano-olandese sconfisse quella svedese ed assicurò la predominanza dei danesi per il resto dell'anno nell'area baltica.
Dopo il fallimento dello scontro di Öland, Carlo XI ordinò una commissione di stato per investigarne le colpe. La commissione lavorò per un anno ascoltando i testimoni degli scontri e i vari ufficiali presenti. Ciò che emerse è che le forze svedesi mancavano di un adeguato comando in coordinazione e le relazioni tra Creutz ed i suoi subordinati erano state sempre tese. Creutz si difese dicendo che i suoi subordinati gli avevano disobbedito e convocò tutti gli ufficiali della Kronan per un meeting. Alla fine il vice ammiraglio Christer Boije della Äpplet perse il suo comando e la sua paga e venne rimpiazzato da Gustav Horn mentre Johan Bär della Nyckeln e altri vennero accusati di negligenza e codardia, incluso il figlio di Creutz, Johan, che si trovava a bordo della Merkurius. Molti si difesero dicendo che gli ordini erano imprecisi e che Creutz non era stato chiaro nel ribadire i fini della missione.
Sul fronte degli alleati, l'ammiraglio olandese Philip van Almonde accusò i colleghi danesi di tiepidezza in battaglia e fece un rimbrotto formale all'ammiraglio Jens Rodsten per non aver preso parte allo scontro. Nel suo rapporto al re Cristiano V di Danimarca ed all'ammiraglio Henrik Bielke, Juel disse che i danni subiti dalla flotta danese potevano essere inverti agli svedesi se il tutto fosse stato condotto con maggiore precisione. Secondo lo storico della marina svedese Gunnar Grandin, Juel era rimasto sconcertato dalla decisione di cedere il comando generale al famoso ammiraglio olandese Cornelis Tromp alcuni giorni dopo. Lo storico danese Jørgen Barfod concluse anch'egli che Juel intendeva testare le proprie forze prima di cedere la sua posizione come comandante della flotta.

## Forze
I numeri tra parentesi indicano il numero di cannoni su ciascuna nave.
| Navi danesi - Churprindsen (68), ammiraglia, Niels Juel - Fridericus III (64) - Tre Løver (64) - Christianus IV (58) - Nellebladet (54) - Gyldenløve (56) - Christiania (54) - Lindormen (46) - Svenske Falk (46) - Delmenhorst (44) - Havmanden (36) - København (36) - Caritas (33) - Hommeren (32) - Hvide Falk (26) - Havfruen (26) - Spraglede Falk (18) Navi olandesi - Delft (62), nave ammiraglia, Philip van Almonde - Waesdorp (68) - Gideon (60) - Oostergoo (60) - Noortholland (44) - Ackerboom (60) - Dordrecht (46) - Campen (44) - Wapen van Utrecht (38) - Frisia (36) Vascelli di supporto - Fire Kronede Lilier - Oranienbaum, Bon Adventure e due galeotte senza nome - S:t Jakob - S:t Joris | Primo squadrone ammiraglia: Kronan (124), Lorentz Creutz - Solen (74) - Wrangel (60) - Draken (66) - Herkules (56) - Neptunus (44) - Maria (44) - Fenix (36) - Sundsvall (32) - Enhorn (16) - Pärlan (28, mercantile armato) - Tre Bröder (12) - Mjöhund (10) - Sjöhästen (8) - Jakob, Svan (navi incendiarie) Secondo squadrone ammiraglia: Svärdet (94), Claes Uggla - Mars (72) - Merkurius (64) - Hieronymus (64) - Svenska Lejonet (48) - Göteborg (48) - Fredrika Amalia (34) - Uttern (24) - Flygande Vargen (44, mercantile armato) - Järnvågen (24, mercantile armato) - Ekorren (8) - Posthornet (8) - Råbocken (8) - Rödkritan, Duvan (navi incendiarie) Terzo squadrone ammiraglia: Nyckeln (84), Johan Bär - Äpplet (86) - Saturnus (64) - Caesar (60) - Wismar (54) - Riga (54) - Hjorten (36) - Solen (54, kofferdiskepp) - Salvator (30) - Gripen (8) - Sjöman (8) - Leoparden, Postiljon (navi incendiarie) Quarto squadrone (diviso tra gli altri squadroni) - Victoria (80) - Venus (64) - Jupiter (70) - Carolus (60) - Spes (48) - Abraham (44) - Nordstjärnan (28) - Trumslagaren (34, mercantile armato) - Konung David (32, mercantile armato) - Elisabeth (12, mercantile armato) - Fortuna (12) - Konung David (10) - Måsen (8) - Jägaren, Didrik (navi incendiarie) |